# Програма на Отечествения фронт
Програмата на Отечествения фронт е оповестена на 17 юли 1942 г. в разгара на Втората световна война и непосредствено след края на обсадата на Севастопол и преди превземането на Ростов на Дон по нелегалната радиостанция „Христо Ботев“, която излъчва предаванията си от територията на СССР.
Програмата съдържа 12 точки:
1. Да не допусне въвличането на България в престъпната и гибелна за българския народ хитлерова война;
2. Да оттегли незабавно българските войски, изпратени за потушаване борбата на братския сръбски народ срещу германското и италианското иго;
3. Да разкъса съюза на България с хитлеристка Германия и с другите държави от Оста, да освободи българската земя от германските фашистки войски и гестаповски бандити;
4. Да спре износа на храни и на сурови материали в хитлеристка Германия и другите държави от Оста. Да осигури прехраната на народа и армията и снабдяването на населението по достъпни цени с предмети от първа нужда;
5. Да осигури съгласно Атлантическата декларация националните интереси на българския народ чрез споразумение с другите балкански народи и чрез тясна дружба и сътрудничество на България със Съветския съюз, Англия, Америка и другите свободолюбиви народи;
6. Да освободи незабавно всички цивилни и военни лица, преследвани за тяхната борба срещу фашизма и хитлеристка Германия;
7. Да възстанови политическите правдини на народа, особено свободата на печата, събранията и сдружаванията, като премахне всички противоконституционни, противонародни и фашистки закони;
8. Да изтръгне армията от ръцете на фашистко-монархическата клика и да вземе решителни мерки, щото тя да не бъде използвана за противонародни цели. Да осигури правата на офицерите, подофицерите и войниците, като пълноправни граждани;
9. Да разтури фашистките организации от типа на „Бранник“, „Съюзът на ратниците“, „Легионерите“. Да обезвреди фашистките главорези и престъпници и вземе мерки за тяхното примерно наказание;
10. Да огради народното богатство и народния труд от чужди посегателства и създаде условия за правилното икономическо развитие на страната като свободна и независима държава;
11. Да осигури народния поминък, работа, дохода и човешкото съществуване на трудещото се градско и селско население;
12. Да изкорени фашисткото мракобесие, расовата ненавист и унижението на националната чест на нашия народ.